# 宗传明
宗传明（1962年9月29日—），山东青州人，中国数学家，天津大学应用数学中心教授、北京大学数学科学学院教授。中国民主同盟盟员。1984年本科毕业于山东大学。1990年毕业于中国科学院数学研究所，获硕士学位。1993年毕业于维也纳技术大学，获博士学位。2007年荣获中国数学会第十一届陈省身数学奖。2015年荣获美国数学会莱维·柯南特奖。